# Arne Mohlin (militär)

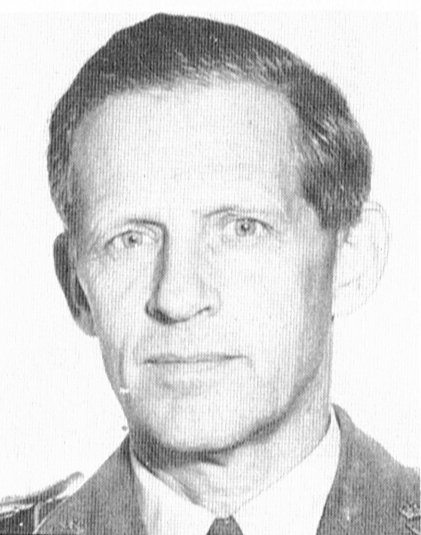
Arne Mohlin

Arne Herman Mohlin, född 9 oktober 1909 i Engelbrekts församling, Stockholm, död 2 maj 1992 i Täby församling, Stockholms län, var en svensk officer.
Mohlin blev fänrik i Fortifikationen 1930, löjtnant där 1935, kapten i ingenjörtrupperna 1940, major där 1948, överstelöjtnant 1952, överste 1955, generalmajor 1961 och generallöjtnant 1966. Han var chef för Arméstabens organisationsavdelning 1950–1953, för Göta ingenjörkår (Ing 2) 1954–1957, för Hallands regemente (I 16) 1957–1959, ställföreträdande militärbefälhavare i VI. militärområdet 1959–1961, chef för Arméstaben 1961–1963, militärbefälhavare i VI. militärområdet 1963–1966 och i Övre Norrlands militärområde 1966–1972.
Mohlin var passagerare på passagerarfartyget S/S Hansa och tillsammans med styrmannen Arne Thuresson enda överlevande när denna torpederades 1944. Mohlin blev ledamot av Krigsvetenskapsakademien 1961. Han är gravsatt i minneslunden på Djursholms begravningsplats.

## Utmärkelser
- Riddare av Svärdsorden, 5 juni 1948.
- Riddare av 1:a klassen av Vasaorden, 6 juni 1952.
- Kommendör av Svärdsorden, 6 juni 1959.
- Kommendör av 1:a klassen av Svärdsorden, 6 juni 1961.
- Kommendör med stora korset av Svärdsorden, 6 juni 1968.[3]